# Круговий танець

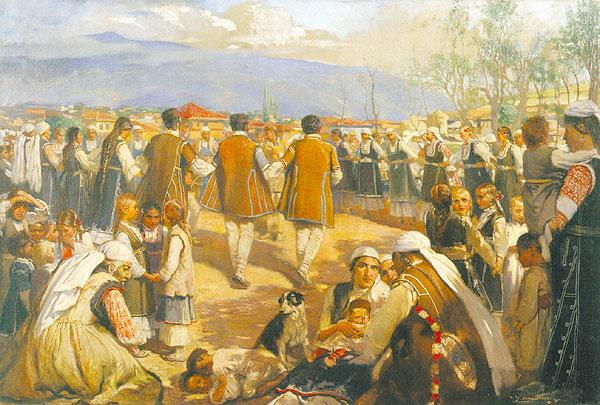
Болгарські Шопі танцують хора

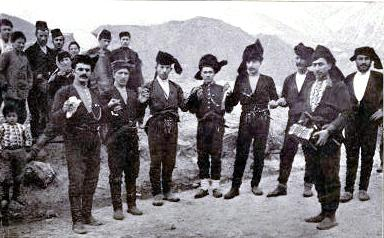
Лаз танцюристи у Вірменії, приблизно 1911 рік

Круговий танець, або ланцюговий танець, — це стиль соціального танцю, який виконується в колі, півколі або вигнутій лінії під музичний супровід, наприклад, ритмічних інструментів та співу, і є типом танцю, до якого може долучитися будь-хто без необхідності мати партнера. На відміну від лінійного танцю, танцюристи в колі знаходяться у фізичному контакті один з одним; зв'язок встановлюється за допомогою рук, пальців або рук на плечах, де вони слідують за лідером по танцювальному майданчику. Варіюючись від ніжного до енергійного, танець може бути як груповим заняттям, що піднімає настрій, так і частиною медитації.
Будучи, ймовірно, найстарішою відомою танцювальною формою, танці в колі — це давня традиція, поширена в багатьох культурах, яка використовується для відзначення особливих події, ритуалів, зміцнення спільноти та заохочення єдністі. Кругові танці танцюють під різні стилі музики та ритми. Сучасний круговий танець поєднує традиційні народні танці, переважно з європейських або близькосхідних регіонів, з новопоставленими танцями під різноманітну музику, як старовинну, так і сучасну. Зростає репертуар нових кругових танців під класичну музику та сучасні пісні.

## Розповсюдження
Сучасні колові танці існують у багатьох культурах, включаючи арабську (левантійську та іракську), ізраїльську (див. єврейський танець та ізраїльські народні танці), лурійську, ассирійську, курдську, турецьку, вірменську, азербайджанську, мальтійську, українську та балканську. Вони також поширени у Південній Азії, наприклад, Наті в Гімачал-Прадеш, Харул в Уттаракханда, Ванвун в Кашміру, Джумайр в Джаркханда, Фугді з Гоа та Деуда і Дхан Нач в Непалу. Незважаючи на свою величезну популярність на Близькому Сході та у Південно-Східній Європі, кругові танці також мают історичне значення в Бретані, Астурії, Каталонії та Ірландії на заході Європи, а також у Південній Америці (Перу), Тибеті та серед корінних американців (див. танець привидів). У своїй більш медитативній формі він також використовується в богослужінні в різних релігійних традиціях, включно з Англіканською церквою та ісламськими танцями Хадра Дхікр (або Зікр).

## Історія

### Західна півкуля
Танець привидів — приклад кругового танцю корінних американців.

### Південна Азія

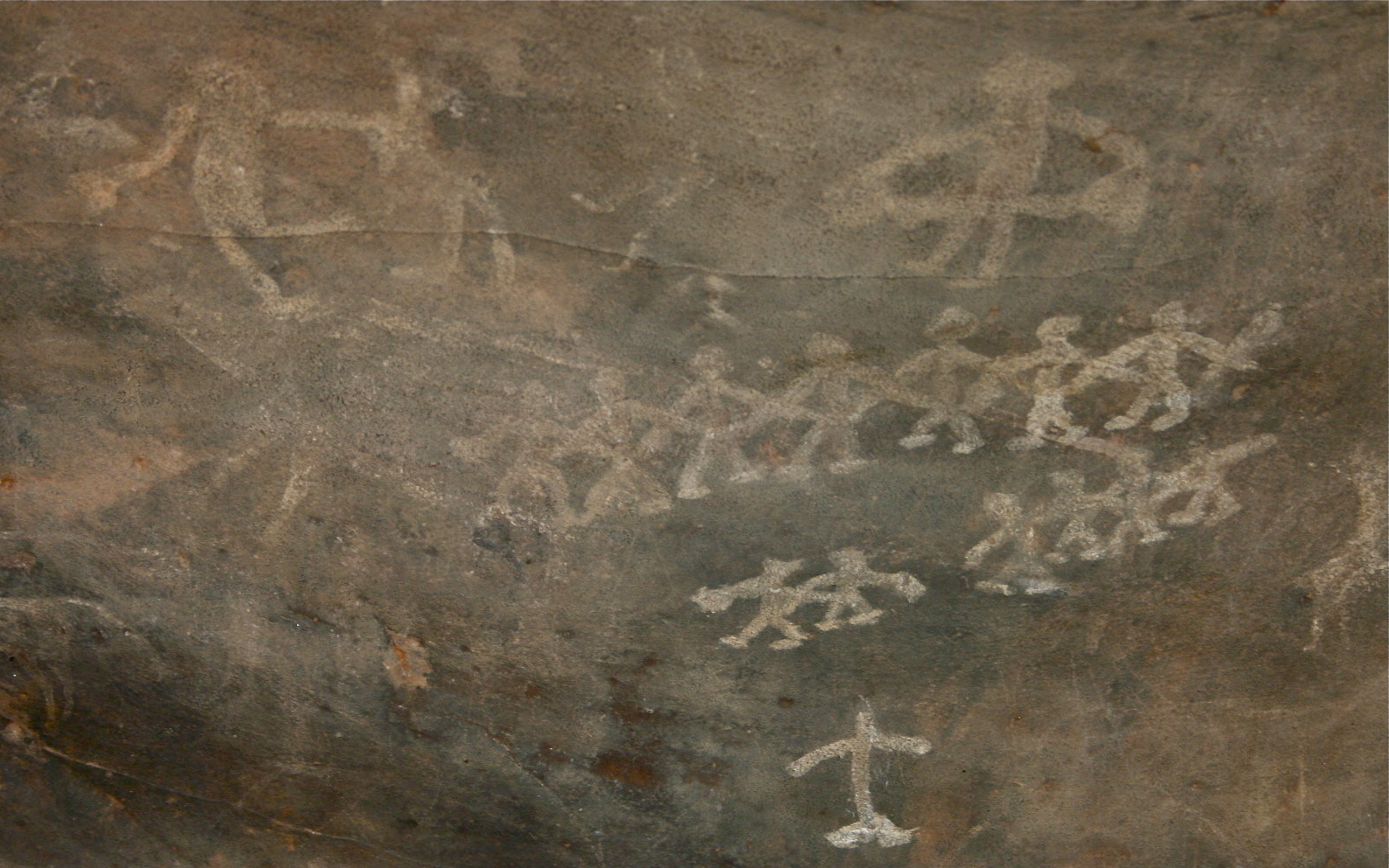
Малюнок танцюристів та музиканта в скельних укриттях Бхімбетка, Індія

Наскельний живопис часів палеоліту знайдено в Південній Азії. Наскельні малюнки в печерах Бхімбетка в Мадх'я-Прадеш в Індії зображують танцюристів та музикантів періоду мезоліту. На них зображено людей, які танцюють, тримаючись за руки.

### Балкани

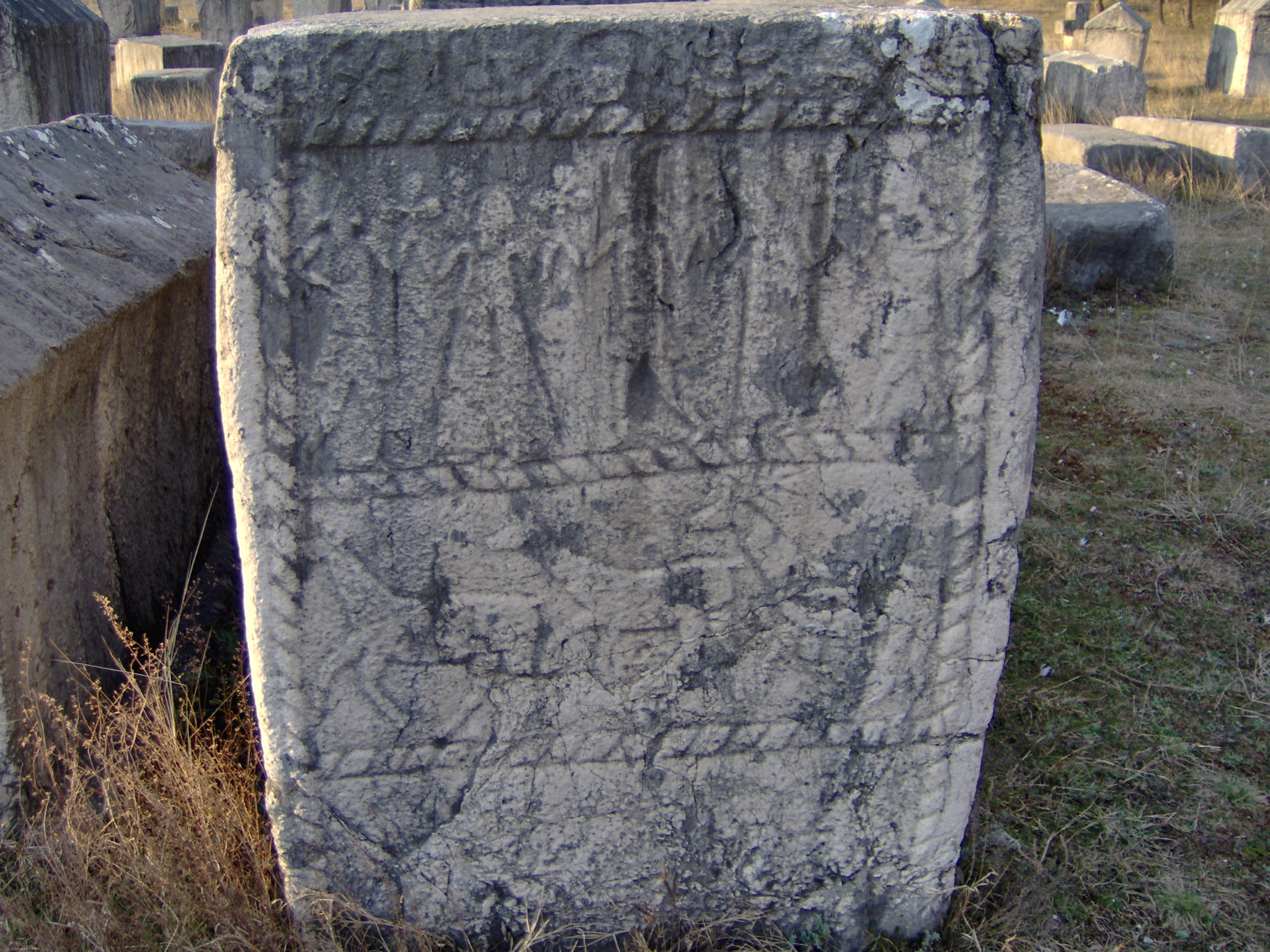
Стечак з Радимля, Герцеговина, показує з'єднані фігурки

Середньовічні надгробки під назвою «Стечі» (в однині «Стечка») у Боснії і Герцеговині, датовані кінцем XII—XVI століттями, містять написи та фігури, що нагадують танцюристів у ланцюжку. Чоловіки й жінки зображені танцюючими разом, тримаючись за руки на рівні плечей, але іноді групи складаються тільки з представників однієї статі.
У Македонії, поблизу міста Злетово, на фресках монастиря Лесново (Лесновський манастир), що датуються XIV століттям, зображено групу юнаків, які взялися за руки в хороводі. Хроніка 1344 року закликає мешканців міста Задар співати та танцювати хороводи на святі. Однак є згадка з Болгарії, у рукописі проповіді XIV століття, в якій ланцюгові танці називаються «диявольськими й проклятими».

### Центральна Європа
Круговий танець у Німеччині називається «Райген»; він датується X століттям і, можливо, виник на основі релігійних танців на ранніх християнських святах. Танці навколо церкви чи вогнища часто засуджувалися церковною владою, що тільки підкреслює, наскільки вони були популярними. На одній із фресок (що датуються XIV століттям) у Тіролі, у замку Рункельштайн, зображено Єлизавету Польську, королеву Угорщини, яка веде ланцюговий танець. Кругові танці також були знайдені в Чехії, і датуються XV століттям. Танці переважно відбувалися навколо дерев на сільській галявині. У Польщі також найдавніші сільські танці проводили в колах або рядах під супровід співу чи оплесків учасників.

### Середземномор'я
У XIV столітті Джованні Боккаччо описує чоловіків і жінок, які танцювали в колу під власний спів або під акомпанемент музикантів. На одній із фресок Амброджо Лоренцетті в Сієні, написаній у 1338—1340 роках, зображено групу жінок, які виконують фігуру «міст» під акомпанемент іншої жінки, яка грає на бубні.
Існують спогади двох західноєвропейських мандрівників до Константинополя, столиці Османської імперії. У 1577 році Соломон Швайґер описує події на грецькому весіллі:
Потім вони взялися один за одного, зробили коло, пішли по колу, важко ступаючи та притупуючи ногами; один заспівав першим, а решта стали підспівувати.
Інший мандрівник, німецький фармацевт Рейнгольд Любенау, був у Константинополі в листопаді 1588 року й описує грецьке весілля наступним чином:
група греків, яка часто складалася з десяти або більше осіб, виходила на відкрите місце, бралася за руки, утворювала коло і то крокувала назад, то вперед, то обходила коло, наспівуючи при цьому грецькою мовою, то сильно притопувала ногами по землі.

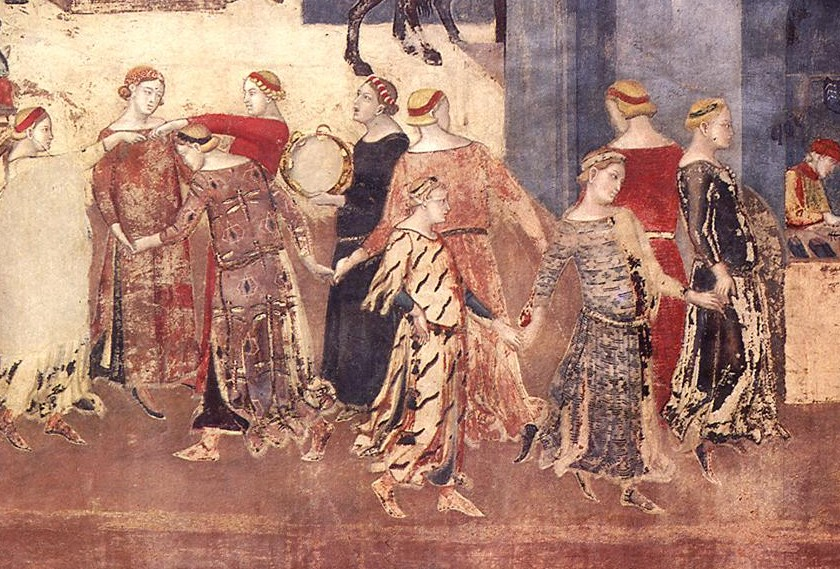
Італійський круговий танець[en], що складається з жінок, у якому фігурує «місток»
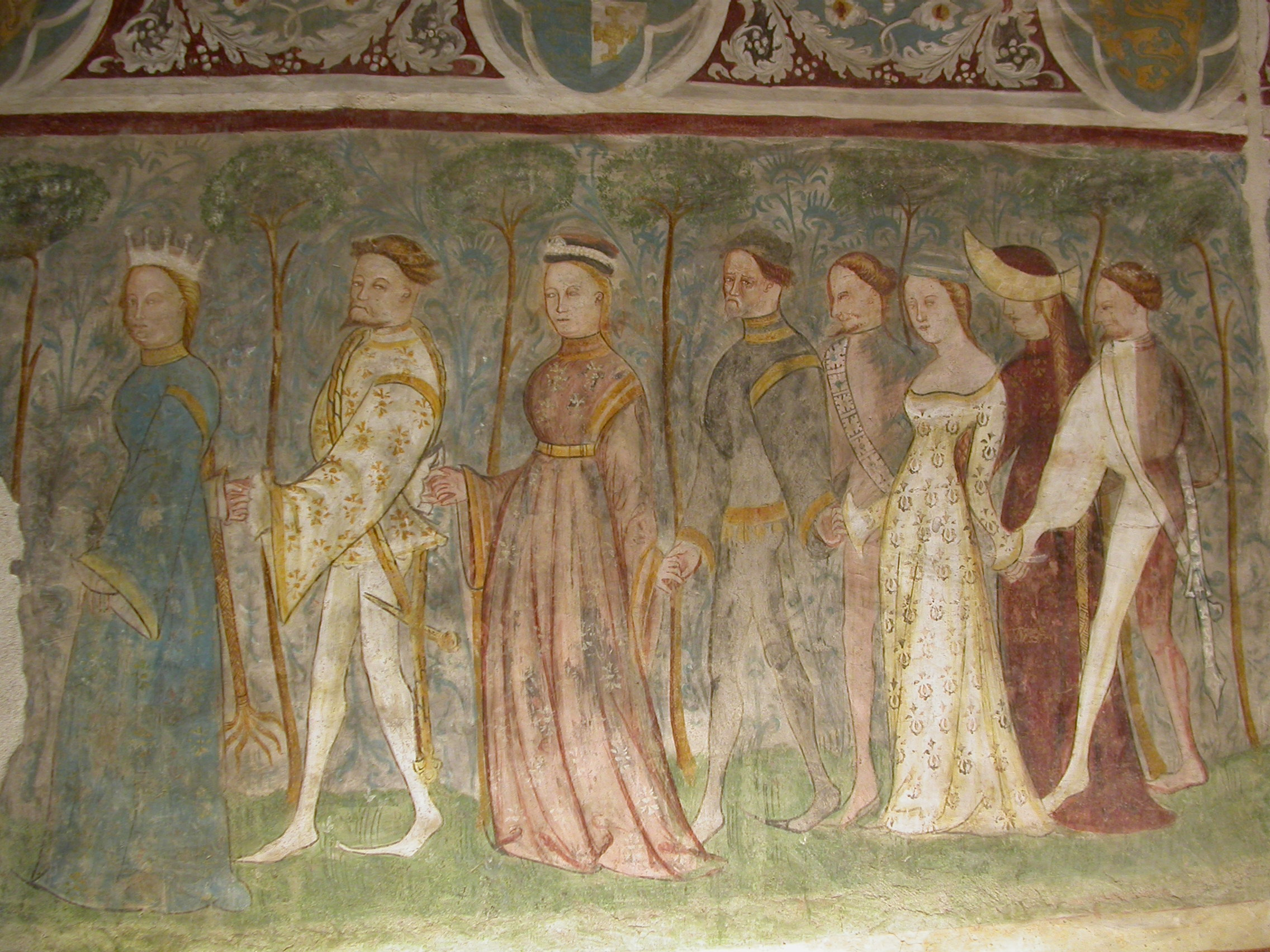
Середньовічні хорові танці, Південний Тіроль, Італія

### Скандинавія

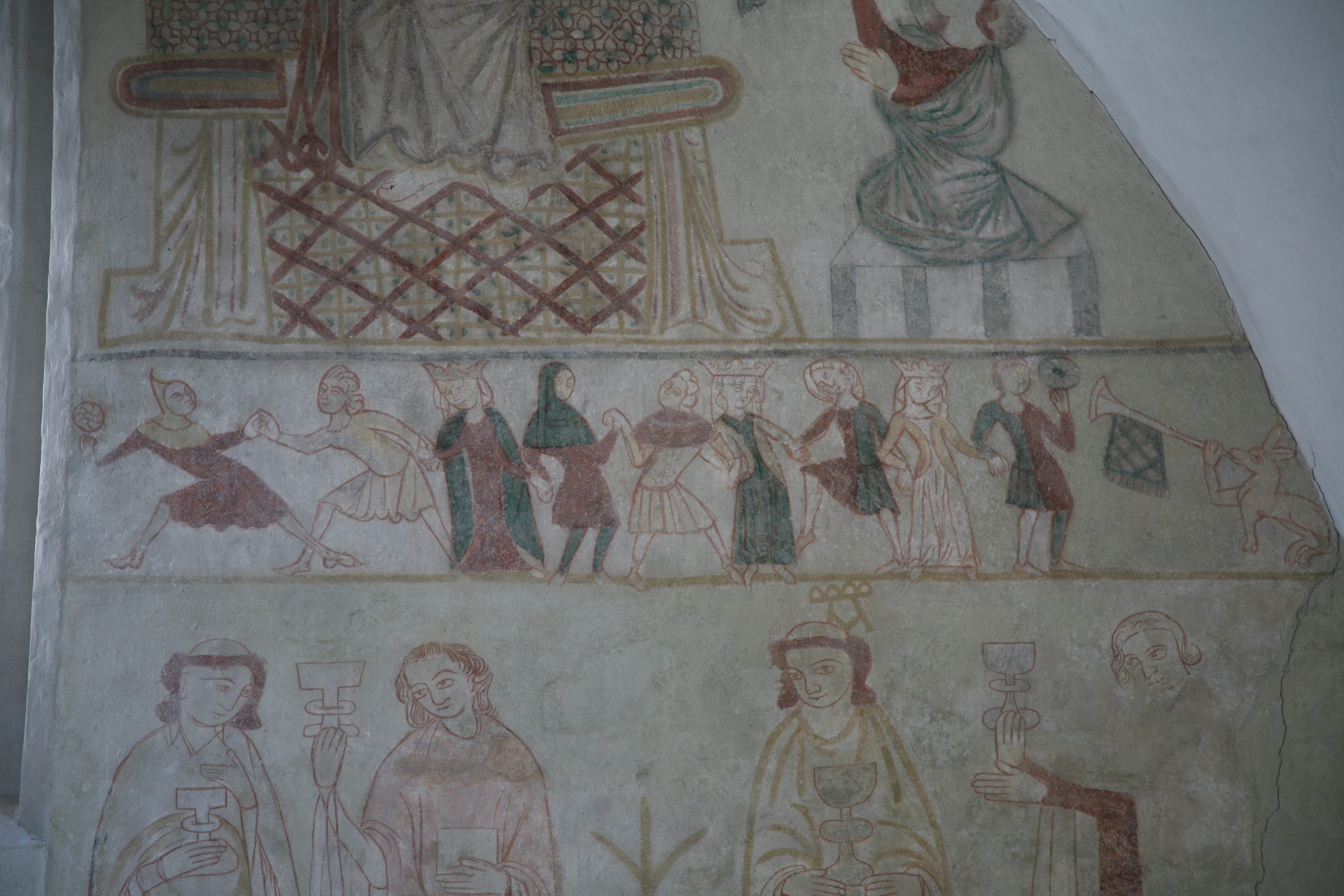
Фреска в церкві Ерслев, Данія, що демонструє середньовічну форму ланцюгового танцю

У Данії старовинні балади згадують про замкнутий круговий танець, який може переходити в ланцюговий танець. Фреска в церкві Ерслев у Зеландії, датована приблизно 1400 роком, зображує дев'ятьох людей, чоловіків і жінок, які танцюють в лінію. Лідер і деякі інші учасники ланцюга несуть букети квітів. У випадку жіночих танців лідером міг виступати чоловік. У Швеції середньовічні пісні часто згадували про танці. Утворився довгий ланцюг, лідер співав куплети та задавав темп, а решта танцюристів приєднувалися до приспіву.

## Сучасні танці

### Східна Європа

#### Хора

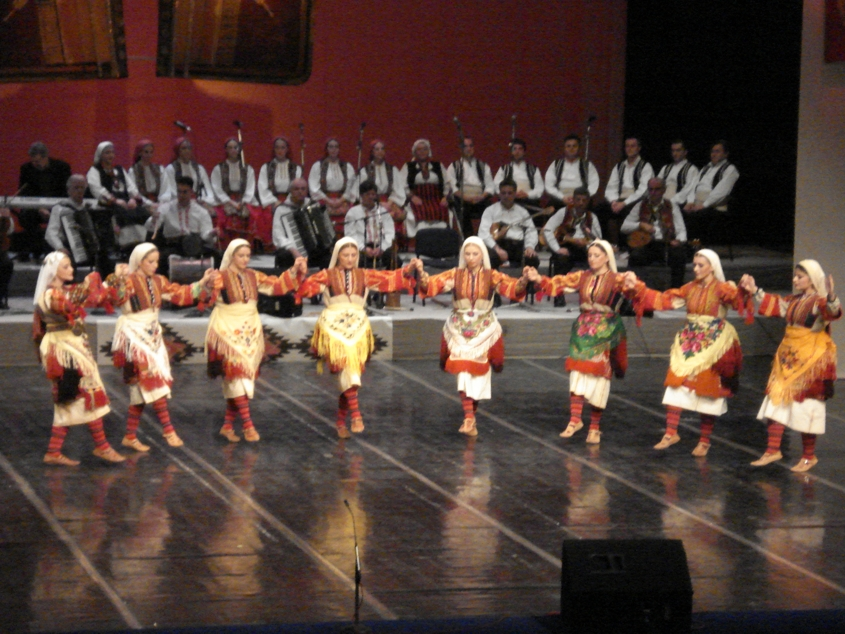
Традиційний танець гора у Північній Македонії

Танець Хора походить з Балкан, але також зустрічається в інших країнах (зокрема в Румунії та Молдові). Танцюристи тримаються за руки та обертаються в колі, зазвичай проти годинникової стрілки, виконуючи послідовність з трьох кроків вперед і одного кроку назад. Хора популярна під час весільних святкувань та фестивалів, а також є невід'ємною частиною соціальних розваг у сільській місцевості. У Болгарії не обов'язково стояти в колі; допустима і зігнута лінія людей.

#### Коло
Коло — це колективний народний танець, поширений у різних південнослов'янських регіонах, таких як Сербія та Боснія, названий на честь кола, яке утворюють танцюристи. Він виконується групами людей (зазвичай декількома десятками, як мінімум трьома), які тримаються за руки, обіймаючи один одного за талію (в ідеалі в колі, звідси й назва). Рухи вище талії практично відсутні.

### Південна Європа

#### Албанські хорові танці

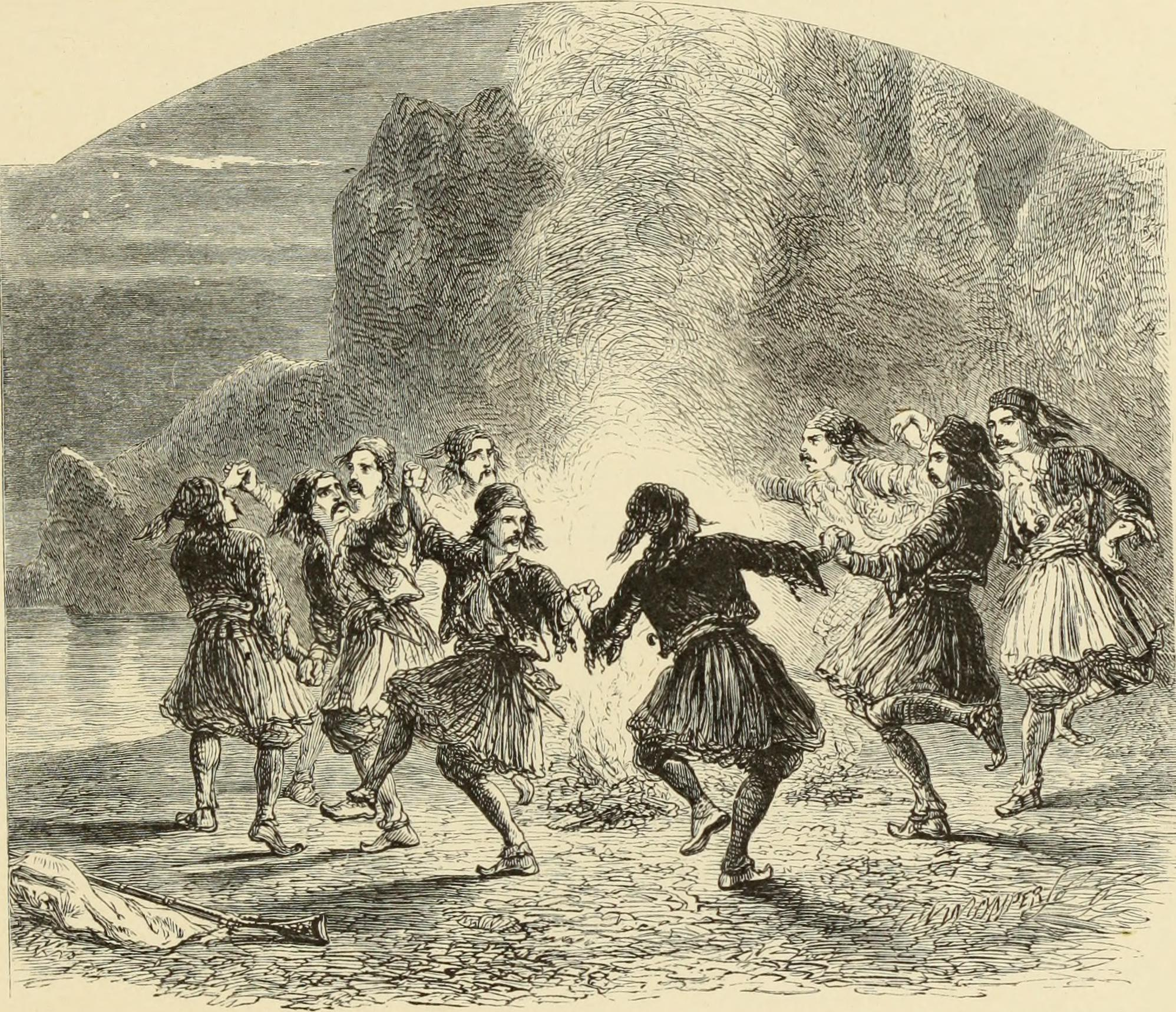
Албанський воїн танцює коло навколо вогню (зярри) за мотивами книги «Паломництво Чайлда Гарольда», написаної лордом Байроном на початку XIX століття.

Перші описи албанського військового танцю в колі навколо вогню були надані на початку XIX століття західними мандрівниками, які відвідали південну Албанію. Танець виконується протягом кількох годин з дуже короткими перервами, набуваючи нової енергії від слів супровідної пісні, яка починається з бойового кличу, що викликає бойові барабани, і яка співзвучна рухам і зазвичай змінюється тільки один або два рази за весь час виконання.
Ритуальний очищувальний вогонь (Зяррі), традиційно використовується албанцями, зокрема, вони співають і танцюють навколо нього, щоб отримати захист і заряд енергії від його надприродної сили.
Ритуал, який практикували під час Діта е Верес, албанського язичницького свята, яке відзначає весняне рівнодення — початок весняно — літнього періоду з посиленням Сонця (Діеллі) та оновленням Природи — описано наступним чином:
«У танці замкнутого кола, з вогнем у центрі, виявляється перший ритуальний елемент, переплетений з хореографічними мотивами, які відносять цей танець до категорії ритуальних. Культ вогню, важливий базовий і древній елемент, і замкнуте коло виконавців, дуже важливий факт для ритуальної хореографії, створюють основну вісь танцю».

#### Каламатіанос

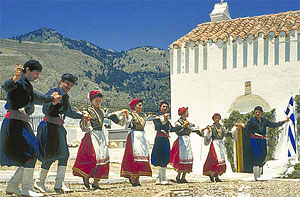
Танець Сиртос

Каламатианос — популярний грецький народний танець, поширений по всій Греції та Кіпру, яякий часто виконується на багатьох громадських заходах по всьому світу. Як і більшість грецьких народних танців, він танцюється в колі з обертанням проти годинникової стрілки, танцюристи тримаються за руки. Провідний танцюрист зазвичай тримає другого танцюриста за хустку, що дозволяє виконувати більш складні кроки та акробатичні елементи. Кроки каламатіаноса такі ж, як і у сиртоса, але останній більш повільний і величний, його ритм — рівний 4.4

#### Сардана

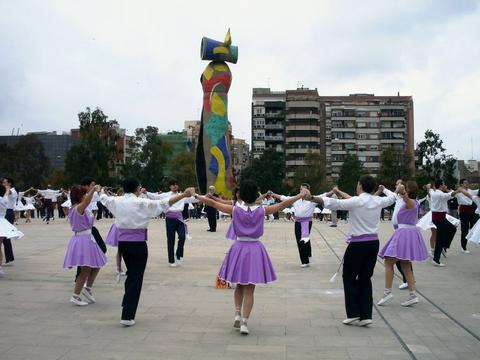
Груповий танець сардани в Барселоні

Сардана — це круговий танець, типовий для Каталонії. Зазвичай коло очолює досвідчений танцюрист. Танцюристи тримаються за руки протягом усього танцю: руки опущені під час курт і підняті до рівня плечей під час ларгів. Цей танець походить з регіону Емпорда, але у XX столітті став популярним у всій Каталонії. Існує два основних види: оригінальний стиль Sardana curta (коротка Сардана) і більш сучасний стиль Sardana llarga (довга Сардана).

#### Сіртос
Сіртос і Каламатіанос — це грецькі танці, які виконуються танцюристами, що стоять у вигнутій лінії, тримаючись за руки й дивлячись управо. Танцюрист, що стоїть у правому кінці лінії, є ведучим. Ведучий також може бути сольним виконавцем, імпровізуючи ефектні, витончені рухи, поки решта танцюристів виконують базові кроки. У деяких частинах сіртосу пари танцюристів тримають хустку за два кінці.

### Західна Європа

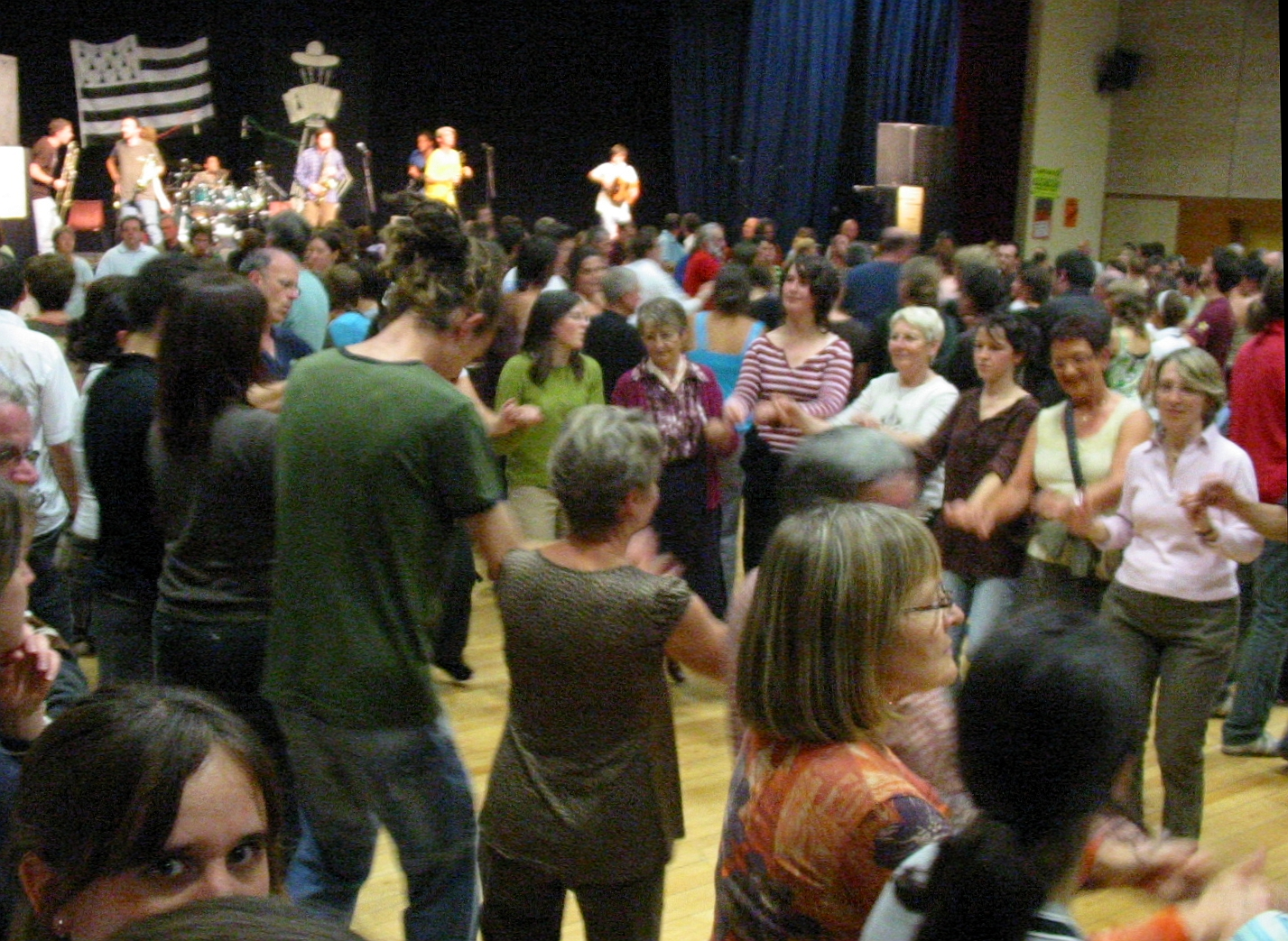
Бретонці танцюють ан-дро, розмахуючи руками, зчепивши мізинці.

#### Ан Дро
Ан Дро, що означає «поворот», — це бретонський круговий танець. Танцюристи з'єднують мізинці в довгу лінію, розмахуючи руками, рухаючись вліво. Рухи руками складаються спочатку з двох кругових рухів вгору та назад, а потім одного в протилежному напрямку. Ведучий (людина на лівому кінці лінії) веде лінію по спіралі або повертає її назад, щоб утворити візерунки на танцювальному майданчику і дати танцюристам можливість бачити один одного.

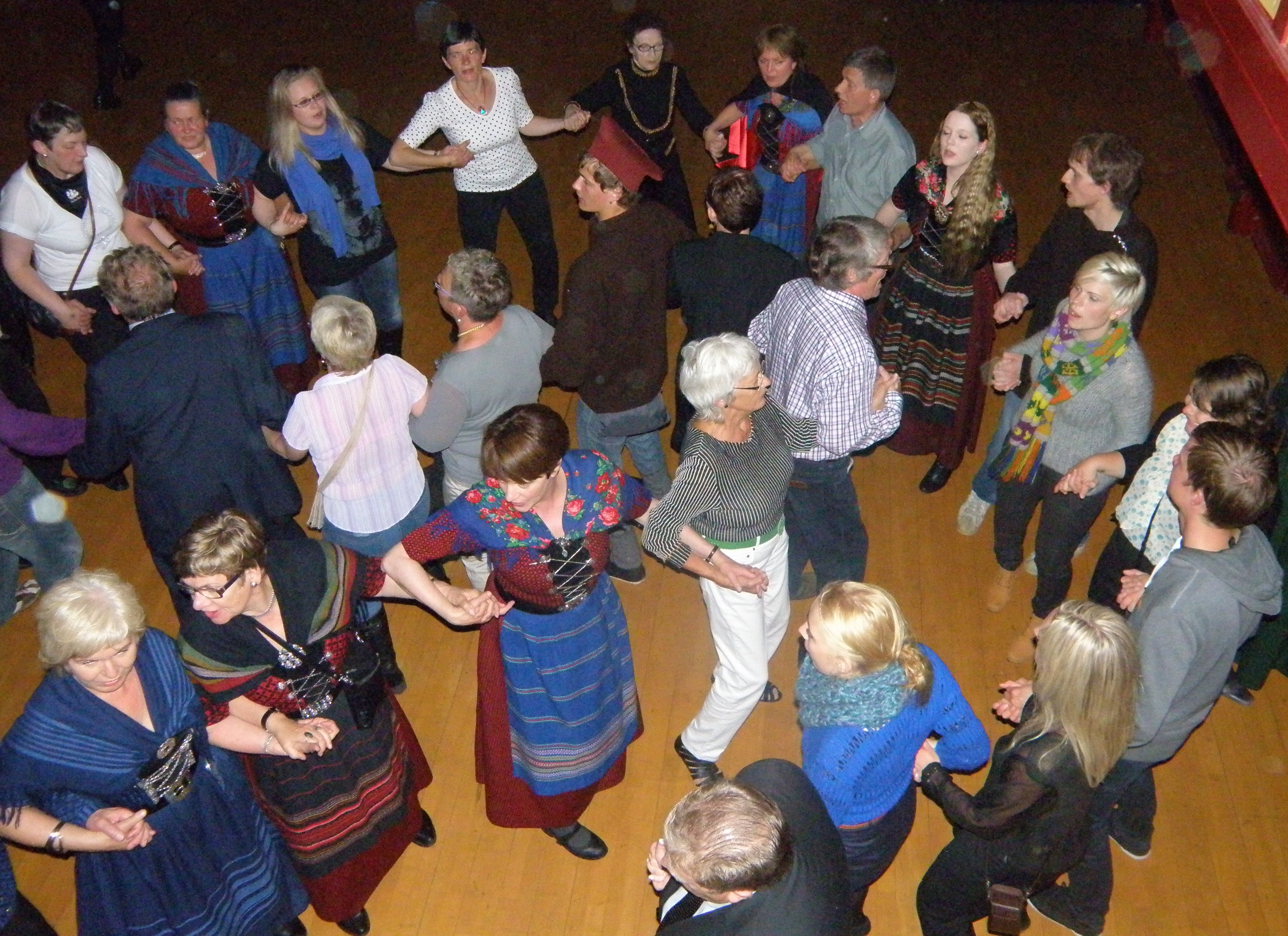
Фарерський ланцюжок у Торсгавні

#### Фарерський ланцюговий танець
Фарерський ланцюговий танець — національний круговий танець Фарерських островів. Танець виник у середньовічні часи й зберігся лише на Фарерських островах, тоді як в інших європейських країнах він був заборонений церквою через його язичницьке походження. Традиційно цей танець виконують у колі, але коли в ньому бере участь багато людей, вони зазвичай дозволяють колу коливатися в різних напрямках всередині кола. Сам танець полягає лише в тому, що танцюристи тримаються за руки, утворюючи коло, і танцюють два кроки вліво й один вправо, не перехрещуючи ноги. Коли до танцю приєднується все більше і більше танцюристів, коло починає згинатися й утворює нове коло всередині себе.

#### Священний танець кола
Танці священного кола були привезені в громаду Фонду Фіндхорн у Шотландії Бернхардом Восіеном; він представив традиційні кругові танці, які він зібрав по всій Східній Європі. Колін Гаррісон, Девід Робертс і Джанет Роуен Скотт поширили танці в інші частини Сполученого Королівства, де вони створили регулярні групи на південному сході Англії, а потім по всій Європі, США та інших місцях. Мережа також поширюється на Австралію, Нову Зеландію, Південну Африку, Південну Америку та Індію. У центрі кола часто розміщують невеликий центральний елемент з квітів або інших предметів, щоб допомогти танцюристам зосередитися і зберегти кругову форму. У мережі священних кругових танців ведеться багато дискусій про те, що означає «священний» в танці.

### Близький Схід

#### Дабке

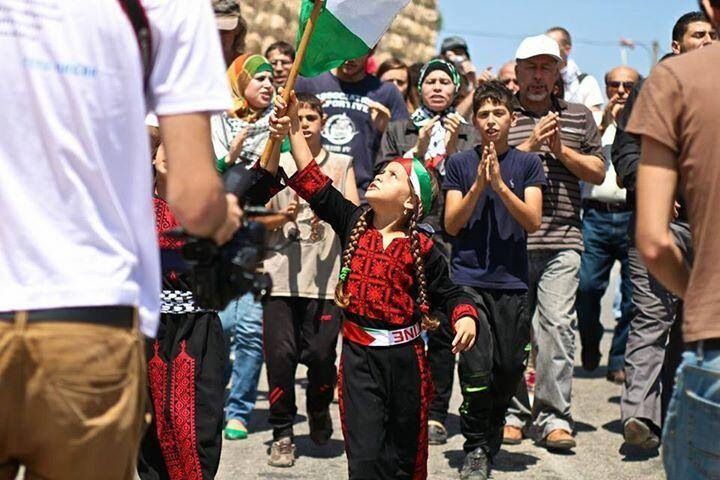
Дівчата танцюють традиційний Дабке

Дабке популярний у Лівані, Сирії, Палестині, Йорданії та Туреччині. Найвідоміший вид цього танцю — Аль-Шамалійя (الشمالية). Він складається з лауї (لويح) на чолі групи чоловіків, які тримаються за руки й стоять півколом. Від лауї вимагається особлива спритність, здатність до імпровізації й швидкість (зазвичай він дуже рухливий). Танцюристи виконують синхронні рухи та кроки, і коли співаки закінчують пісню, лауї виходить з півкола, щоб танцювати самостійно. Лауї — найпопулярніший і найпоширеніший різновид дабке, який танцюють на сімейних святах.

#### Говенд

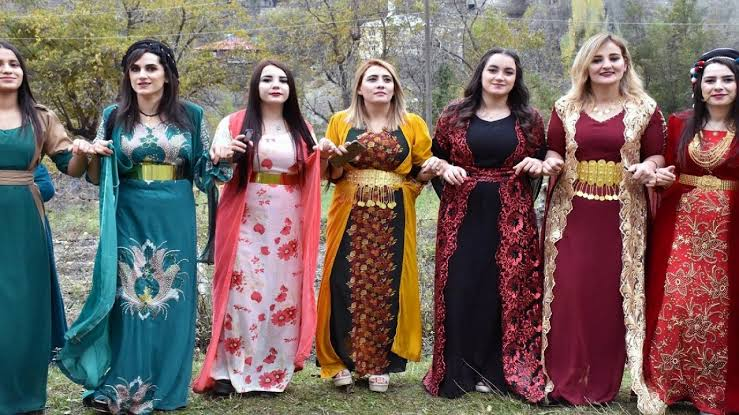
Курдський танець говенд

Говенд — один із найвідоміших традиційних курдських танців. Він відрізняється від інших танців Близького Сходу тим, що виконується як чоловіками, так і жінками.

#### Хігга

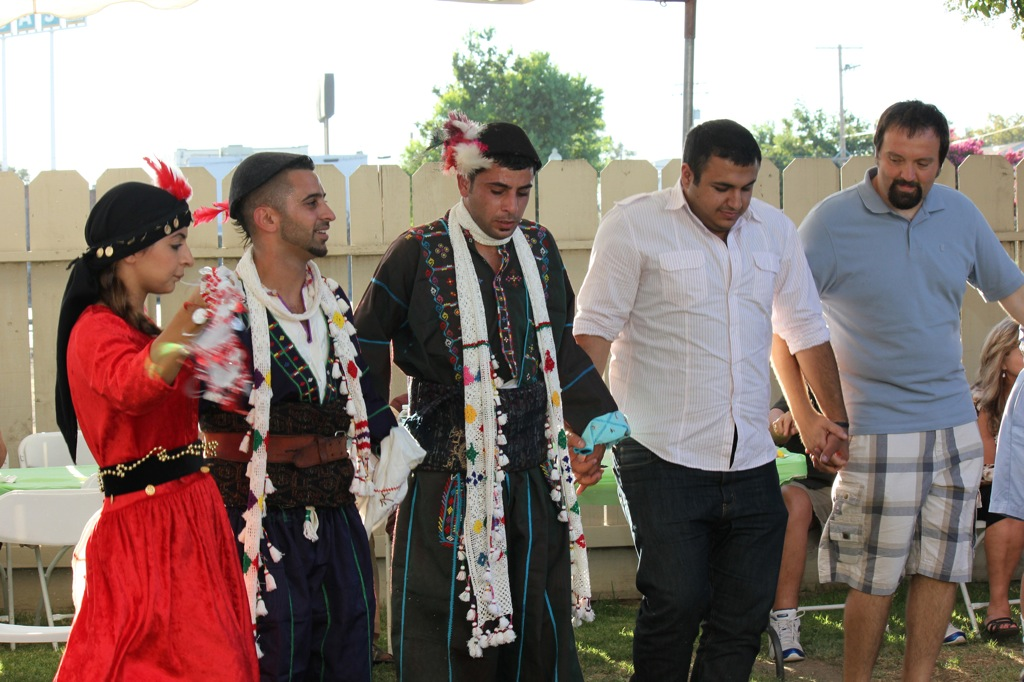
Ассирійці танцюють хіггу на фестивалі

Хігга — один з основних стилів ассирійського народного танцю, в якому кілька танцюристів беруться за руки та утворюють лінію або коло. Зазвичай його виконують на весіллях та в урочистих випадках. Хігга — це перший музичний ритм, який грають, вітаючи нареченого і наречену в залі для прийому гостей. Танцюристи виконують кілька рухів ногами. Голова лінії хігга зазвичай танцює з хусткою, з боків якої прикріплені намистини та дзвіночки, щоб вона дзвеніла, коли її трясуть. На багатьох ассирійських весіллях також використовується прикрашена тростина. Крім того, термін хігга використовується для позначення всіх ассирійських кругових танців.

#### Кочарі
Кочарі — вірменський народний танець, який сьогодні танцюють вірмени, ассирійці, азербайджанці, курди, понтійські греки та турки. Танцюристи утворюють замкнуте коло, поклавши руки один одному на плечі. Більш сучасні форми кочарі додали «кроктремоло», який передбачає тремтіння всім тілом. В Азербайджані танець складається з повільної та швидкої частин і має три варіанти. Присутній послідовний, сильний подвійний підскок. Понтійські греки танцюють, поклавши руки на плечі й рухаючись праворуч.

#### Тамзара
Тамзара — вірменський, ассирійський та грецький народний танець, що походить з Анатолії. Існує багато версій тамзари з дещо відмінною музикою та кроками, що походять з різних регіонів та старих сіл Анатолії. Спочатку роблять три кроки вперед, постукують лівою ногою по землі та роблять крок вперед, щоб стати на ліву ногу; потім роблять три маленькі кроки назад і повторюють дії трохи швидше. Як і більшість анатолійських народних танців, тамзара виконується великою групою людей зі зчепленими мізинцями.

### Південна Азія

#### Індія

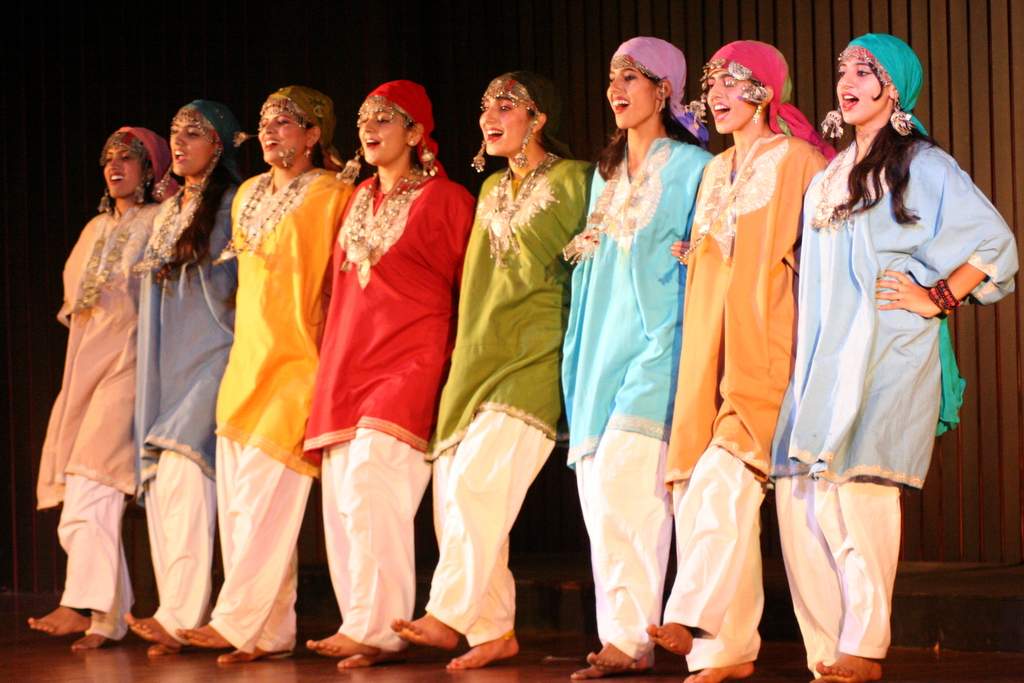
Кашмірські дівчата виконують танець Руф у Делі

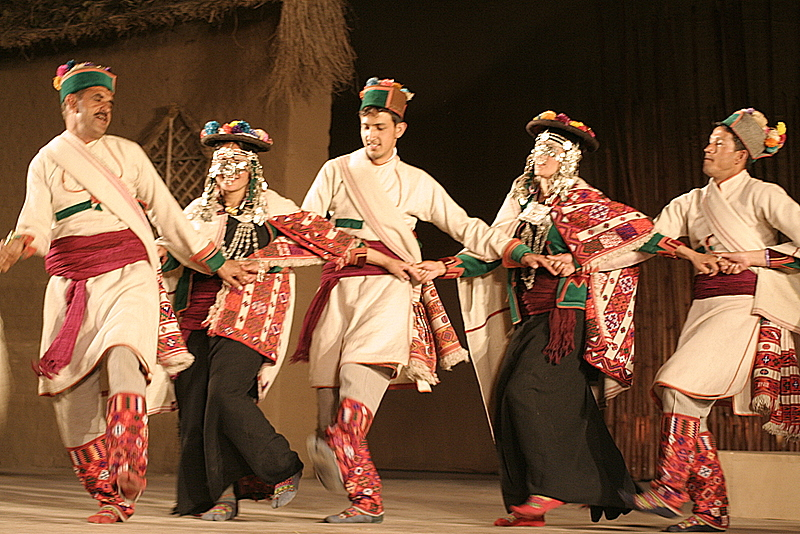
Народний танець Кіннаура, Гімачал-Прадеш

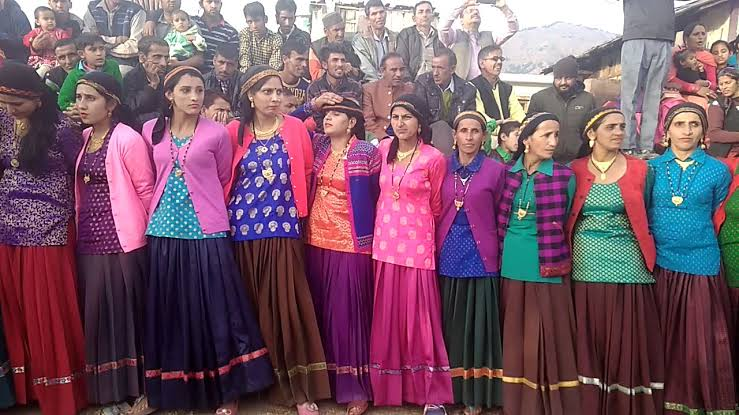
Танець Харул в Уттаракханді

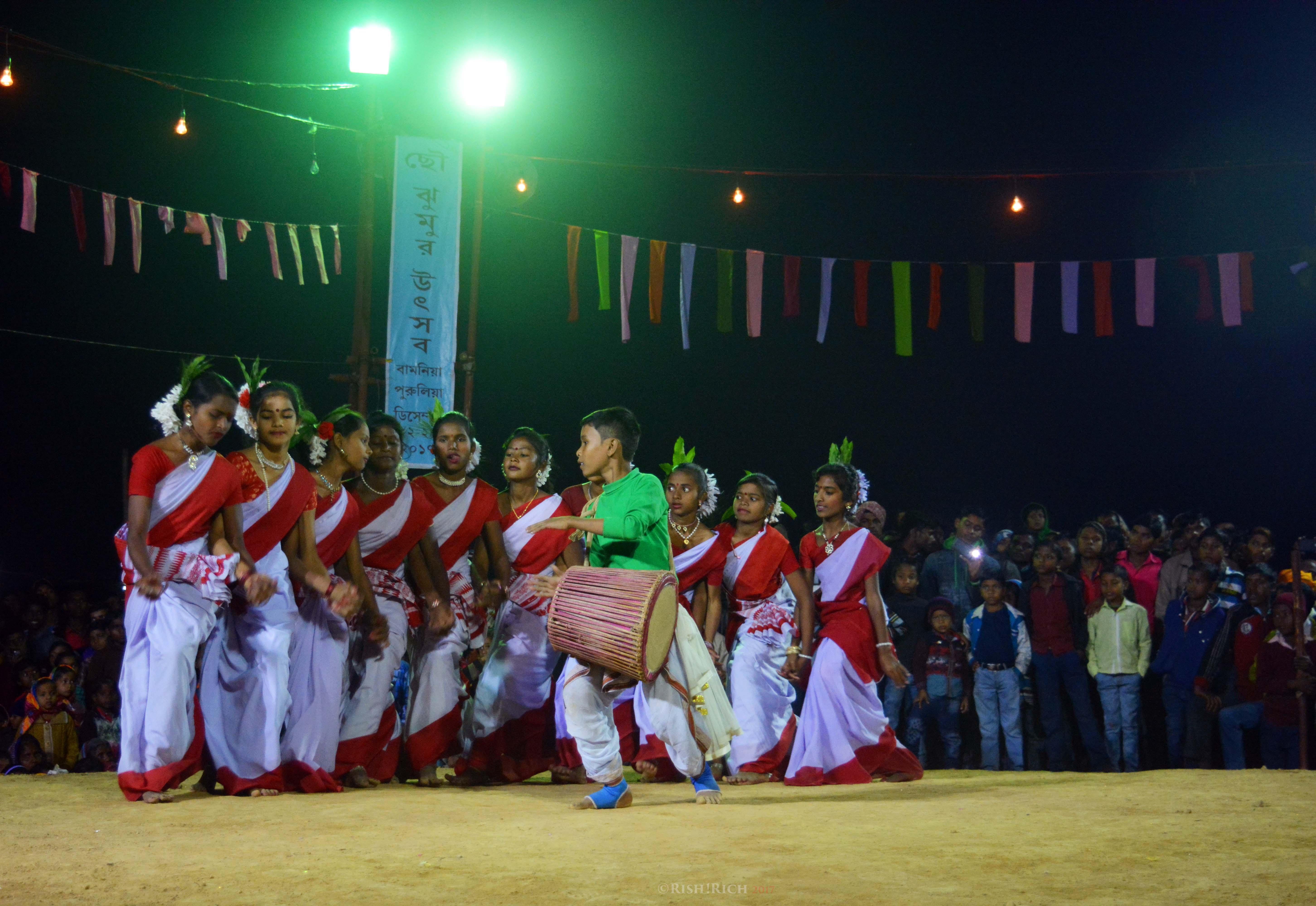
Танець Джумар

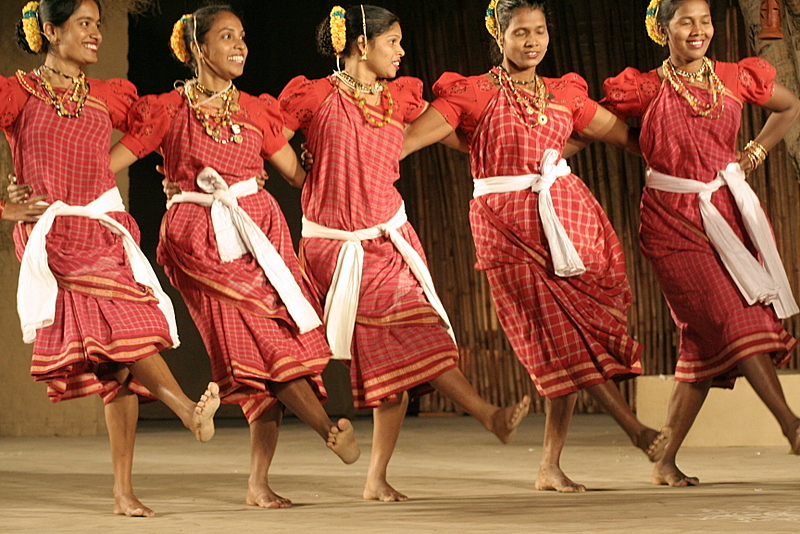
Танцюристи фугді з Південного Гоа

Коловий танець поширений у Гімалаях та Центральній Індії. Деякі колові танці Південної Азії — це Наті з Гімачал-Прадеш, Харул з Уттаракханда, Ванвун з Кашміру, Джумайр і Домкач з Джаркханда та танець Фугді з Гоа.

#### Пакистан

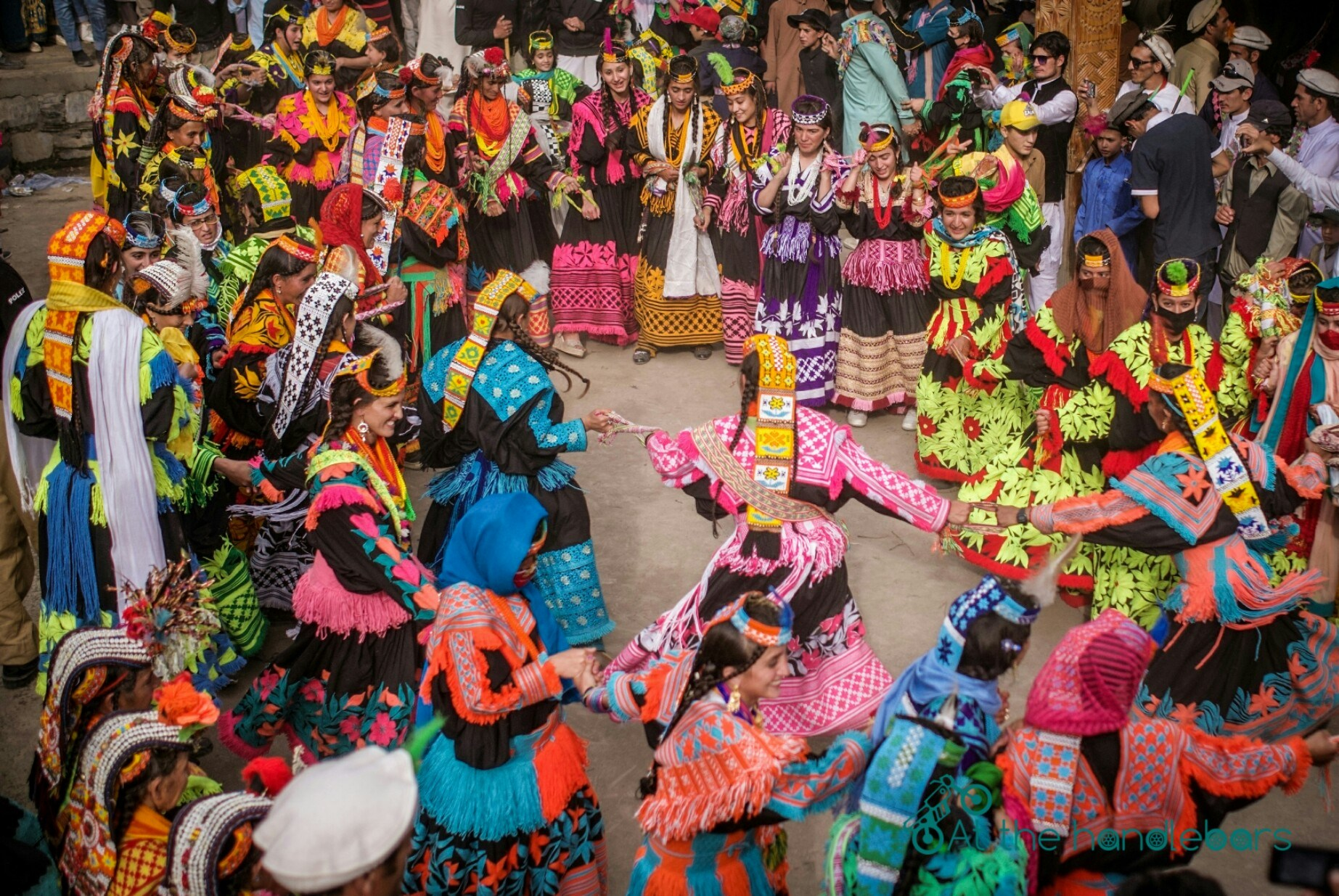
Калаші на фестивалі

Народний танець народу калаш з пакистанського округу Чітрал — це круговий танець.

#### Непал
Дхан Нач народу лімбу, Сябру (танець) народів шерпа та хьолмо, Сакела народу раї, Деуда народу кхас є одними з популярних танців у Непалі.

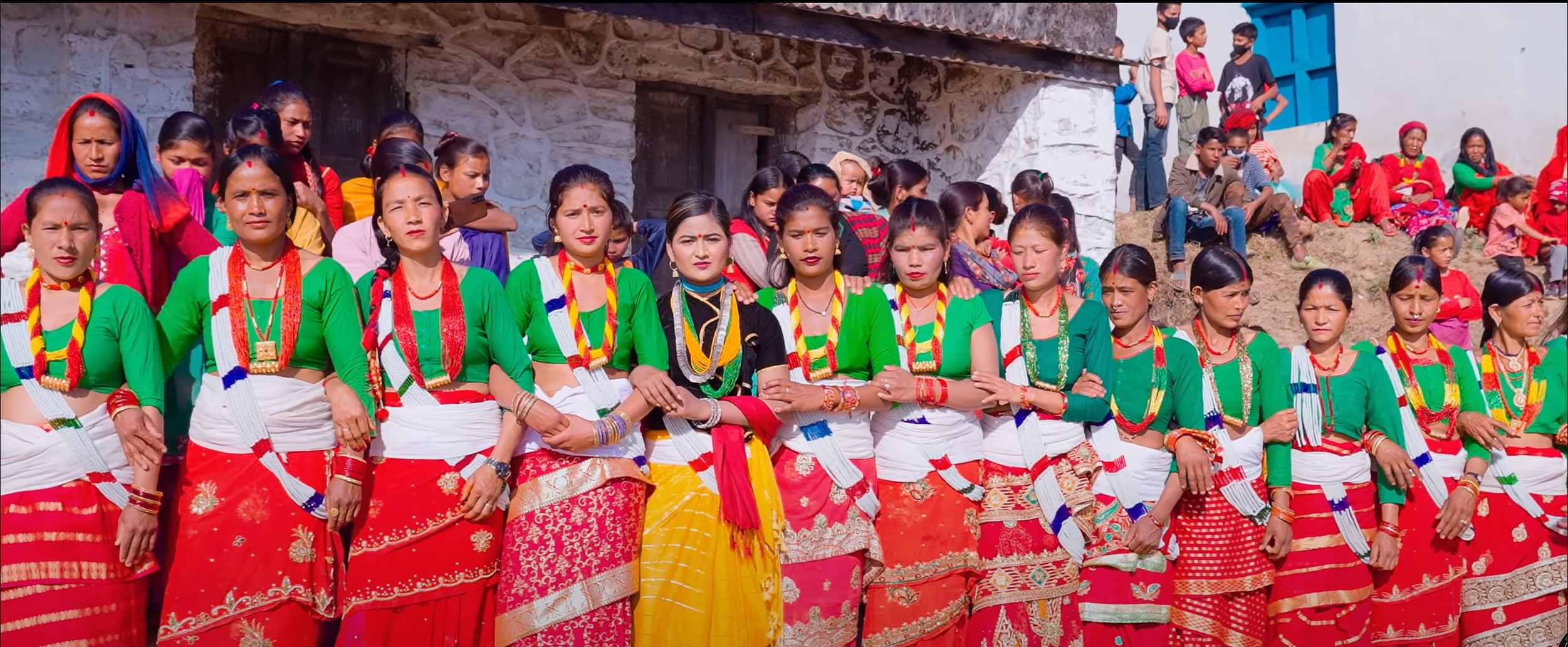
Жінки виконують Деуду в Непалі.

## Додаткова інформація
- Laura Hellsten, Laura (2021) Through the Bone and Marrow — Re-examining Theological Encounters with Dance in Medieval Europe. Brepols.
- Kathryn Dickason (2020) Ringleaders of Redemption — How Medieval Dance Became Sacred. Oxford University Press.
- Lynn Frances and Richard Bryant-Jefferies (1998) The Sevenfold Circle: self awareness in dance, Findhorn Press. ISBN 1-899171-37-1
- Marion Violets Gibson (2006) Dancing on Water, printed in Wales. ISBN 0-905285-79-4
- Matti Goldschmidt, The Bible in Israeli Folk Dances, Ed. Choros
- Judy King, The Dancing Circle, volumes 1–4, Sarsen Press, Winchester, England
- Iris J Stewart (2000) Sacred Woman Sacred Dance: Awakening spirituality through movement and ritual, Inner Traditions, USA ISBN 978-1-62055-054-0
- Bernhard Wosien, Journey of a Dancer (2016) Sarsen Press, Winchester, England.
- Maria-Gabriele Wosien, Sacred Dance: Encounter with the Gods (1986) [1974] Thames and Hudson. ISBN 0-500-81006-0